# 쑤저우시 (안후이성)
쑤저우(중국어: 宿州, 병음: Sùzhōu)는 안후이성 동쪽에 위치한 지급시이다. 서쪽으로 화이베이, 남쪽으로 벙부와 접하고 다른 부분은 장쑤성과 접한다.
해외의 관광객들은 자주 이 도시를 쑤저우라는 이름을 가진 다른 도시와 혼동한다. 장쑤성에 위치한 쑤저우 시(蘇州)와는 성조가 다르다. 안후이성의 쑤저우는 [Sùzhōu]로 발음되는 반면, 장쑤의 쑤저우는 [Sūzhōu]로 발음된다.

## 지리
안후이 성의 최북부에 위치하고 벙부 시, 화이베이 시, 장쑤성 쉬저우 시, 산둥성 허쩌 시, 허난성 상추 시에 접한다. 화베이 평원의 동서 184.6km, 남북 151.2km의 범위를 차지하고 있다. 총 면적 중 평야는 8,890km2로 전체의 91%를 차지하고 나머지는 약간의 구릉과 대지이다.
시내에는 황하 수계와 화이허 수계에 속하는 70개 정도의 하천이 흐른다. 쑤저우 시의 기후는 온대습윤계절풍기후로 사계절이 분명하고 일조량도 충분하다. 연평균 기온은 14.3도, 무상일수는 약 210일, 강수량은 약 880mm이다.
시내는 석탄과 석유 자원이 있고 황커우 유전의 매장량은 20억 톤 내외로 전망된다. 그 외에도 철·금·구리 등의 금속 자원, 석회석·백운석·자토 등의 비금속 자원도 풍부하다.
| 안후이성 쑤저우시의 기후                                      | 안후이성 쑤저우시의 기후 | 안후이성 쑤저우시의 기후 | 안후이성 쑤저우시의 기후 | 안후이성 쑤저우시의 기후 | 안후이성 쑤저우시의 기후 | 안후이성 쑤저우시의 기후 | 안후이성 쑤저우시의 기후 | 안후이성 쑤저우시의 기후 | 안후이성 쑤저우시의 기후 | 안후이성 쑤저우시의 기후 | 안후이성 쑤저우시의 기후 | 안후이성 쑤저우시의 기후 | 안후이성 쑤저우시의 기후 |
| 월                                                            | 1월                      | 2월                      | 3월                      | 4월                      | 5월                      | 6월                      | 7월                      | 8월                      | 9월                      | 10월                     | 11월                     | 12월                     | 연간                     |
| ------------------------------------------------------------- | ------------------------ | ------------------------ | ------------------------ | ------------------------ | ------------------------ | ------------------------ | ------------------------ | ------------------------ | ------------------------ | ------------------------ | ------------------------ | ------------------------ | ------------------------ |
| 역대 최고 기온 °C (°F)                                        | 20.1 (68.2)              | 26.3 (79.3)              | 30.0 (86.0)              | 34.3 (93.7)              | 37.6 (99.7)              | 40.3 (104.5)             | 40.9 (105.6)             | 39.8 (103.6)             | 37.1 (98.8)              | 35.1 (95.2)              | 30.0 (86.0)              | 22.1 (71.8)              | 40.9 (105.6)             |
| 일평균 최고 기온 °C (°F)                                      | 6.3 (43.3)               | 9.6 (49.3)               | 14.9 (58.8)              | 21.4 (70.5)              | 26.9 (80.4)              | 29.9 (85.8)              | 31.6 (88.9)              | 30.8 (87.4)              | 27.2 (81.0)              | 22.5 (72.5)              | 15.2 (59.4)              | 8.5 (47.3)               | 20.4 (68.7)              |
| 일일 평균 기온 °C (°F)                                        | 1.6 (34.9)               | 4.4 (39.9)               | 9.5 (49.1)               | 15.7 (60.3)              | 21.2 (70.2)              | 25.4 (77.7)              | 27.8 (82.0)              | 26.8 (80.2)              | 22.4 (72.3)              | 17.0 (62.6)              | 9.9 (49.8)               | 3.6 (38.5)               | 15.4 (59.8)              |
| 일평균 최저 기온 °C (°F)                                      | −2.0 (28.4)              | 0.5 (32.9)               | 4.9 (40.8)               | 10.4 (50.7)              | 15.9 (60.6)              | 21.3 (70.3)              | 24.6 (76.3)              | 23.7 (74.7)              | 18.6 (65.5)              | 12.6 (54.7)              | 5.8 (42.4)               | −0.1 (31.8)              | 11.4 (52.4)              |
| 역대 최저 기온 °C (°F)                                        | −13.2 (8.2)              | −18.1 (−0.6)             | −8.2 (17.2)              | −1.8 (28.8)              | 5.3 (41.5)               | 12.0 (53.6)              | 16.8 (62.2)              | 14.6 (58.3)              | 7.2 (45.0)               | −0.5 (31.1)              | −7.7 (18.1)              | −18.7 (−1.7)             | −18.7 (−1.7)             |
| 평균 강수량 mm (인치)                                         | 21.5 (0.85)              | 26.8 (1.06)              | 40.0 (1.57)              | 59.5 (2.34)              | 77.3 (3.04)              | 163.5 (6.44)             | 182.4 (7.18)             | 121.1 (4.77)             | 76.3 (3.00)              | 54.2 (2.13)              | 37.4 (1.47)              | 18.2 (0.72)              | 878.2 (34.57)            |
| 평균 강수일수 (≥ 0.1 mm)                                      | 5.1                      | 6.3                      | 6.6                      | 6.9                      | 7.6                      | 8.7                      | 12.4                     | 11.3                     | 8.6                      | 6.1                      | 6.5                      | 4.6                      | 90.7                     |
| 평균 강설일수                                                 | 4.0                      | 2.9                      | 1.3                      | 0                        | 0                        | 0                        | 0                        | 0                        | 0                        | 0                        | 0.7                      | 2.0                      | 10.9                     |
| 평균 상대 습도 (%)                                            | 67                       | 66                       | 66                       | 74                       | 73                       | 76                       | 84                       | 86                       | 82                       | 75                       | 69                       | 68                       | 74                       |
| 평균 월간 일조시간                                            | 148.1                    | 147.2                    | 182.6                    | 209.5                    | 217.8                    | 200.2                    | 192.9                    | 195.1                    | 180.5                    | 186.0                    | 160.5                    | 154.1                    | 2,174.5                  |
| 가능 일조율                                                   | 47                       | 47                       | 49                       | 53                       | 51                       | 47                       | 44                       | 48                       | 49                       | 54                       | 52                       | 50                       | 49                       |
| 출처: 중국기상국 (평년값: 1991년~2020년, 극값: 1971년~2010년) |                          |                          |                          |                          |                          |                          |                          |                          |                          |                          |                          |                          |                          |

## 역사
쑤저우의 역사는 오래돼서, 진대·한대에 쑤저우는 "배나 수레가 모여 구주 각지로 통하는 땅"이라는 뜻을 가진 "주자회취, 구주통구지지"(舟車會聚, 九州通衢之地)로 불리고 있었다. 수대에는 황하와 회하를 연결하는 운하인 통제거가 완성되면서 쑤저우는 남북을 연결하는 군사의 요충지가 되었다.
진말부터 한초에 걸쳐 발생한 중국 최초의 대규모 농민 봉기인 진승·오광의 난은 현재의 쑤저우 시에서 시작되었다. 또 초한전쟁 마지막의 해하 전투가 일어난 곳도 쑤저우 근처였다. 1948년 11월 6일부터 1949년 1월 6일에 걸쳐 국공 내전의 중요한 전투인 회하 전투의 주요 전장이 되어 덩샤오핑, 류보청, 천이 등이 이곳에서 싸웠다.
주나라 때는 숙나라가 있었고 진대에는 현이 두어졌다. 후한대에는 패국(현재의 페이 현)에 속했고 삼국시대에는 위의 예주의 군에 속했다. 809년, 당나라에 의해 숙주가 놓여졌다. 용교에 숙주의 치소가 놓여졌고 부리, 홍, 기, 임환의 4현을 관할했다.
1912년에 쑤저우는 쑤 현(宿縣)으로 고쳐졌다. 1979년에 쑤저우 시가 설치되었고 1992년에 쑤 현을 병합했으며 1998년 12월 6일에 국무원은 쑤셴 지구 및 쑤저우 시를 통폐합해 지급시인 쑤저우 시를 만들었다.

## 행정 구역

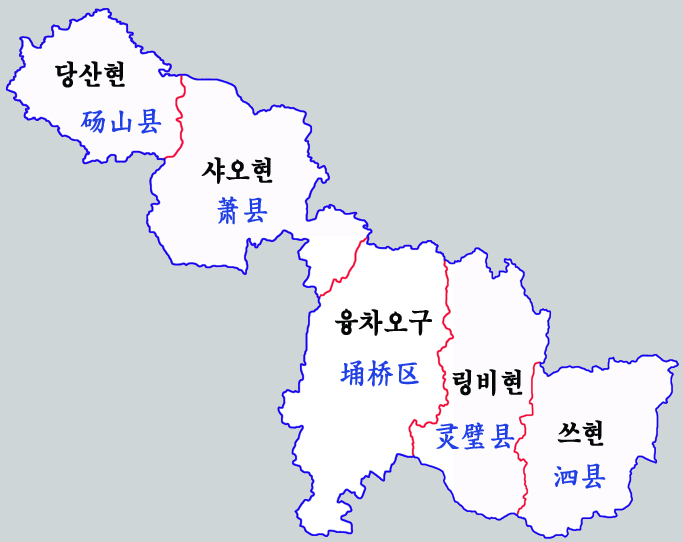
쑤저우시 현급행정구역도

1개의 시할구와 4개의 현을 관할한다.
시할구
- 융차오 구(埇桥区)

현
- 당산 현(砀山县)
- 샤오 현(萧县)
- 링비 현(灵璧县)
- 쓰 현(泗县)

## 교통

### 철도
- 쑤저우 역
- 쑤저우 동역 (중국철로고속 이용가능)

## 출신 인물
- 주전충: 당산현 출신